# 정비 안씨
정비 안씨(定妃 安氏, ? ~ 1428년 6월 26일(음력 5월 14일))는 고려의 제31대 왕 공민왕(恭愍王)의 제4비로, 정식 칭호는 정숙선명경신익성유혜왕대비(貞淑宣明敬信翼成柔惠王大妃)이다. 흔히 정비 안씨로 불리기도 한다. 본관은 죽산(竹山)이다.

## 생애

### 가계
증조부는 증(贈) 문하찬성사(門下贊成事) 안한평(安漢平)이시며, 조부는 증(贈) 문하좌시중(門下左侍中) 안사경(安社卿)이며, 부친은 죽성군(竹城君) 안극인(安克人)이고, 외조부는 가리이씨(嘉利李氏) 부사(副使) 이임종(李林宗)이다. [ 趙從耘(1607∼1683)의 氏族源流 竹山安氏 ]

### 왕비 책봉
1366년(공민왕 15년) 음력 10월 정축일 왕이 후사(後嗣)가 없어 판방암(板房庵)에 행차해 종실인 덕풍군(德豊君) 왕의(王義)의 딸과 우상시(右常侍) 안극인(安克仁)의 딸을 첩으로 맞아들였다.
1366년(공민왕 15년) 음력 12월 갑인일 안씨(安氏)를 정비(定妃)로 봉했다.
그러나 당시 동지밀직(同知密直)이었던 아버지 안극인이 노국대장공주의 영전(影殿) 공사 관련 중지를 공민왕에게 건의한 일로 아버지 안극인은 비참하게 파직되고 정비 안씨는 궁에서 쫓겨나게 되나 얼마뒤 다시 수차례 입궁을 시도한 혐의를 받고 심지어 재입궁 뒤에도 정비 안씨가 자제위(子弟衛)의 청년들과 윤간과 성관계를 맺기를 강요하는 등의 추악하고 악랄하기 그지없는 비행을 일삼고 머리를 풀고 목을 매는 정신병에 가까운 기행을 벌여대며 거부 의사를 드러냈다.
1366년(공민왕 15년) 정실부인들에 대한 열등감을 이기지 못하고 궁내에서 싸움을 벌이고 광패한 행동을 일삼아 공민왕이 그녀의 출입을 엄금하고 직첩과 녹봉을 거두어 벌하였으며 공민왕은 안씨 비비의 무지함과 광패함에 대해 다음과 같이 말하였다.
안씨(安氏)는 어릴 때부터 광패(狂悖)하고 교만하며 방자하여, 예법과 글을 익히게 하였으나 책을 펴 보기도 싫어하므로,
이에 몸가짐을 배우게 하였더니 또 뜻을 두지 아니하고 오직 끊임 없이 안주하여 게으르게 놀기만 좋아하였다.
일찍이 경회루 연못에 떨어져 죽게 된 것을 정실부인 이씨가 마침 보고 구원하여 살았는데,
나는 이르기를, ‘보고 배운 데 없는 천한 자손인 까닭이니 자라서 철이 나면 반드시 여기까지는 이르지 않을 것이다.’ 라고 생각했는데,
이제 이미 봉하였는데 아직도 행동을 고치지 아니하는구나.
일찍이 남의 기생 첩 출신으로 광망(狂妄)함이 날로 심하므로,
그의 구사(丘史)를 잡아 가두고 명하여 집에 있게 하여 출입을 못하게 하고,
또 만나보지도 아니하여 스스로 마음을 고쳐 새로워지기를 기다렸으며,
또 기풍을 폐할까 염려하여 궁내 예법하도록 하면서도 오히려 만나보지 아니하였더니,
막 후궁에 나아가자마자 맨 먼저 금령을 범하여 먼저 함부로 날조 하였으니,
그 광패(狂悖)함이 날로 늘어가매 내가 심히 근심한다.

### 왕비 시절
1372년(공민왕 21년) 음력 10월 갑술일 공민왕은 젊고 잘생긴 남자들을 뽑아 설치한 자제위 소속의 한안, 홍륜 등을 시켜 자신의 후비들을 강간하게 하였다. 이렇게 해서 아들이 생기면 그 아들을 자신의 소생으로 만들기 위함이었다. 이때 익비 한씨 등은 이 명령을 거부하지 못하고 실제로 임신까지 하였으나, 혜비 이씨, 정비 안씨, 신비 염씨는 그 요구를 끝까지 거부하였다.
1374년(공민왕 23년) 공민왕이 시해되고 우왕(禑王)이 즉위하자 비구니가 된 그녀는 동생인 안숙로(安淑老)의 딸을 우왕의 현비(賢妃)로 들인다.
공민왕 사후에도 조정에서는 혜비(惠妃)·신비(愼妃)·정비(定妃)·현비(賢妃)에게 계속 일용품을 지급하고 있었다.
1388년(우왕 14년) 이성계(李成桂)가 위화도에서 회군하여 쿠데타를 일으키고 우왕을 강화도로 유배시키자 고려 왕실의 최고 어른이었던 정비 안씨는 조민수(曺敏修)와 이색의 주청을 받아들여 창왕(昌王)을 즉위시키는 교서를 선포한다.
1388년(우왕 14년) 음력 12월 헌사에서 그녀들이 정실이 아니라는 이유로 이러한 일용품의 지급을 중단하고 세록만 지급케 하도록 청하였다.
1389년(공양왕 1년) 이성계가 창왕을 폐위하고 공양왕(恭讓王)을 즉위시킬 것을 강요하자 창왕을 폐위하고 공양왕을 즉위시키는 내용의 교서를 다시금 선포한다.
1392년(공양왕 4년) 이성계와 그의 일파인 배극렴 등이 공양왕의 폐위와 새 왕조의 창업을 윤허하는 교서를 강요하며 정비 안씨를 협박하자 모든 실권을 상실한 그녀는 할 수 없이 이성계의 옹립 교서를 선포하고 국새(國璽)를 이성계에게 넘겨주었다. 이로써 고려 왕조는 475년 만에 멸망하고, 조선 왕조가 성립하게 된다.

### 조선 왕조
1392년(공양왕 4년) 8월 7일 의화궁주(義和宮主)로 강봉(降封)되었다.
1428년(세종 10년) 5월 14일 사망한다. 이때가 고려왕조가 멸망한 지 36년 뒤다.
그녀는 강봉된 이후에 음주로 피폐하고 비참한 삶을 끝내야 했던 것으로 전해지는데 조선왕조실록에도 그녀의 음주기록이 보여지는 것으로 보아 그녀는 고려 왕조 멸망 이후, 대부분의 일생을 술과 눈물, 결핍감과 열등감으로 보내며 폐인으로 살다 자살해 죽었다한다.

## 가족관계
- 아버지 : 죽성군(竹城君) 안극인(安克人, ?∼1383)
- 어머니 : 가리이씨(嘉利李氏)
  - 오빠 : 안천로(安天老)
  - 남동생 : 안중로(安仲老)
  - 남동생 : 안숙로(安叔老, ?~1394)
    - 조카 : 현비 안씨
- 시아버지 : 제27대 충숙왕(忠肅王, 1294~1339, 재위:1313~1330, 1332~1339)
- 시어머니 : 공원왕후(恭元王后, 1298~1380)
  - 남편 : 제31대 공민왕(恭愍王, 1330~1374, 재위:1351~1374)
    - 양자 : 우왕(禑王)
      - 양손 : 창왕(昌王)

## 정비 안씨 등장하는 작품
- 개국 KBS, 1983년, 배우:유가영
- 추동궁 마마 MBC, 1983년, 배우:한영숙
- 용의 눈물 KBS, 1996년~1998년, 배우:한은진
- 신돈 MBC, 2005년~2006년, 배우:서지승
- 정도전 KBS, 2014년, 배우:김민주
- 육룡이 나르샤 SBS, 2015년~2016년, 배우:김지현
- 태종 이방원 KBS, 2021년~ 배우:김보미